# Ignace Peckstadt
Ignace Peckstadt (Evergem, 4 november 1926 - Gent, 7 mei 2016) was advocaat en priester van de Orthodoxe Kerk in België (Oecumenisch Patriarchaat van Constantinopel).

## Levensloop
Ignace Peckstadt, afkomstig uit Langerbrugge bij Gent, is de oudste van de vijf kinderen van André Peckstadt en Irma Mistiaen. Hij liep school in het Sint-Barbaracollege in Gent en studeerde Rechten aan de universiteit van Gent. Hij was actief in de scoutsbeweging en richtte groepen op in Langerbrugge en Eeklo. Gedurende een aantal jaren was hij districtscommissaris voor het District Gent-Noord (VVKSM).
Hij was advocaat aan de Balie van Gent (1950-1998), lid van de Raad van de Orde, docent aan hogescholen voor het graduaat verpleegkunde in Gent en Eeklo en plaatsvervangend vrederechter in Kaprijke en Eeklo. 
Reeds op jonge leeftijd kwam hij in contact met de Orthodoxe Kerk en haar spiritualiteit. Dit bracht hem er toe de contacten te vermenigvuldigen in het kader van het genootschap "Apostolos Andreas - Contacten met de Orthodoxie". Zo liet hij na het Tweede Vaticaans Concilie heel wat prominenten uit de Orthodoxe Kerk naar Gent komen, om er te spreken over aspecten van de Orthodoxe Kerk.

## Priester
Nadat hij was toegetreden tot de Orthodoxe Kerk, richtte hij in 1972 in Gent een orthodoxe parochie op. 
Op 2 juni 1974 werd hij door Aartsbisschop Georges Tarasoff (aartsbisschop van Syracuse en aan het hoofd van de Russische parochies van West-Europa onder het Oecumenische Patriarchaat van Constantinopel) tot diaken gewijd en op 5 oktober 1975 tot priester. Beide wijdingen vonden plaats in de crypte van de Orthodoxe Kathedraal van de Heilige Alexander Nevsky in Parijs. 
In 1976 werd hij benoemd tot rector van de orthodoxe parochie van de Heilige Apostel Andreas in Gent. Kort nadien werd hij verheven tot 'aartspriester'.
Ignace Peckstadt maakte ook talrijke reizen in traditioneel orthodoxe landen, waar hij permanente contacten tot stand bracht met hoogstaande orthodoxe geestelijken.

## Persoonlijk
In 1953 trouwde hij met Marie-Thérèse Janssens uit Dendermonde; ze hebben vier kinderen.  
Zijn zoon Yves staat sinds 2013, onder de naam Athenagoras Peckstadt, aan het hoofd van de Orthodoxe Kerk in de Benelux als Metropoliet van België en Exarch van Nederland en Luxemburg en zijn zoon Bernard en schoonzoon Dominique Verbeke, zijn priester van de orthodoxe kerk.

## Publicaties
- De sterkte van Gods aanwezigheid. Wijsheid uit de orthodoxe spiritualiteit" (2001), Uitg. Averbode, 215p.
- Een open venster op de Orthodoxe Kerk" (2005), Uitg. Averbode, 285p.